# چگونه یه دل‌شکن باشیم
«چگونه یه دل‌شکن باشیم» تک‌آهنگی از هنرمند اهل بریتانیا مارینا و دیاموندز است که در ۷ اوت ۲۰۱۲ منتشر شد. این تک‌آهنگ در آلبوم قلب الکترا قرار داشت. این ترانه با فروش ۲٬۶۰۰٬۰۰ نسخه در دانمارک به گواهی پلاتین رسید.